# Ray Wilson (photographe)
Pour les articles homonymes, voir Ray Wilson et Wilson.
Ray Wilson (né le 23 juin 1939 en Écosse) est un photographe écossais vivant à Paris, dont l'œuvre se rattache au courant que l'on a appelé par la suite la « photographie humaniste. » 

## Biographie
Ray Wilson débute très tôt dans le journalisme et la photographie. À 18 ans, il est envoyé en Afrique du Sud par la chaîne NBC, dont il est alors le plus jeune reporter. Il couvre pour cette chaîne les grands événements d'actualité dans plus de 40 pays en tant que cameraman et photographe.
Dans les années 1960, il s'installe à Paris et collabore avec de grandes agences de presse comme Dalmas et Magnum. 
En 1967, Raymond Depardon, qu'il avait connu chez Dalmas, lui propose de rejoindre l'agence Gamma qu'il vient de créer avec Gilles Caron, mais il préfère rester indépendant et crée son propre studio. 
Il collabore avec de nombreux magazines, comme Life Magazine ou Elle, et des agences de publicité et continue inlassablement à parcourir le monde, posant son regard sur la vie ordinaire, au fil de ses rencontres quotidiennes. Dans ses photos en noir et blanc, il cherche à capter la vraie valeur des êtres et à traduire l’émotion de l'instant. 
En 2002, il part au Népal à la rencontre des sherpas. Il installe un studio à Namche-Bazaar, la capitale de ces porteurs mythiques qui ont rendu possibles les expéditions des « conquérants de l'inutile. » Les éditions Favre, une maison d'édition suisse de Lausanne, publient en 2004 sa série de portraits de sherpas. Le livre, intitulé Sherpa, est préfacé par Sir Edmund Hillary, le premier alpiniste à avoir gravi l'Everest en 1953, avec le sherpa Tensing Norgay. 
Récemment il a travaillé à la réalisation d'une série de portraits de Berbères en Afrique du Nord, publiés par les éditions Romain Pages dans le livre Imazighen - Le monde berbère paru en octobre 2011.

## Livres
- (en) Ray Wilson, Sherpa : et autres ethnies mythiques de l'Himalaya, Lausanne (Suisse), Favre, 2004, 125 p. (ISBN 978-2-8289-0766-2)
- Imazighen - Le monde berbère, avec un texte de Jean-René Jahény, Romain Pages Éditions, Paris, 2011  (ISBN 2-843-50469-4)